# Bouloye
Ne doit pas être confondu avec Bouloye-Thiouly.
Bouloye est une localité située dans le département de Dori de la province du Séno dans région Sahel au Burkina Faso.